# SteamOS
SteamOS — операционная система, основанная на Arch Linux (до 2021 года — на Debian Linux), разрабатываемая корпорацией Valve специально для сервиса Steam. SteamOS была ориентирована для запуска игр на экране телевизора. SteamOS стала доступна в качестве бесплатной операционной системы для пользователей и свободно лицензируемой для разработчиков. Является операционной системой игровой консоли Steam Deck от Valve.

## Особенности
Разработчики утверждали, что в SteamOS значительно улучшена производительность обработки графики. Велись работы над обработкой звука, а также уменьшением задержки при использовании средств ввода на уровне операционной системы.
Домашний стриминг позволил играть в игры для Windows и MacOS, доступные в библиотеке Steam, на устройстве со SteamOS. Игра запускается на компьютере под управлением Windows или OS X и транслируется по локальной сети на устройство со SteamOS, подключённое к телевизору.
Функция Family Sharing позволила делиться своими играми с другими игроками. Игроки могут по очереди играть в игры друг друга, зарабатывая при этом собственные достижения.
Облачный сервис Steam Cloud обеспечивает доставку контента, хранение файлов, доступ к ним и автоматическое обновление ПО. Стала доступна мастерская Steam — сервис для создания, публикации и поиска дополнений к играм.
SteamOS позиционируется как «совместная, развлекательная, многопользовательская платформа».

## История
На конвенте LinuxCon в сентябре 2013 соучредитель и исполнительный директор Valve Гейб Ньюэлл заявил, что он считает «Linux и открытое программное обеспечение будущим игровой индустрии», далее сказав, что его компания разрабатывает отладчик, который поможет разработчикам игр под Linux. 20 сентября в магазине Steam появилась страница с названием «Вселенная Steam будет расширяться в 2014», где анонсировались три новинки, относящиеся к играм и скрывающиеся под обозначениями O, [O ] и O+O. Первая новинка была раскрыта 23 сентября, и ею оказалась новая операционная система SteamOS, которая, по заявлению Valve, должна была лучше всего подойти для доставки товаров покупателям. Особое внимание было уделено открытости операционной системы, которая будет распространяться бесплатно, а пользователи смогут изменять и заменять любое программное обеспечение в ней.
Первый публичный релиз бета-версии SteamOS состоялся 13 декабря 2013 года. При этом разработчики порекомендовали устанавливать на компьютер данную версию только тем, кто хорошо знаком с Linux.

## Выпуски
|                        | Версия            | Дата выхода      | Базовая ОС (Версия ядра Linux) | Важные изменения                                                                       |
| SteamOS 1.0 Alchemist  | Beta              | 13 декабря 2013  | Debian 7.0 (3.10.11)           |                                                                                        |
|                        | Beta Update 105   | 9 мая 2014       | Debian 7.5 (3.2.57)            | AMD driver 14.4, Realtek r8168 driver                                                  |
|                        | Beta Update 137   | 19 сентября 2014 | Debian 7.5                     |                                                                                        |
|                        | Beta Update 145   | 23 октября 2014  | Debian 7.5                     |                                                                                        |
|                        | Beta Update 153   | 15 января 2015   | Debian 7.7 (3.10.60)           |                                                                                        |
| SteamOS 2.0 Brewmaster | Preview release   | 6 октября 2015   | Debian 8.2 (4.1)               | Выпускающий редактор John Vert                                                         |
|                        | Update 2.49       | 27 октября 2015  | Debian 8.2 (4.1)               |                                                                                        |
|                        | Update 2.61       | 27 января 2016   | Debian 8.3                     |                                                                                        |
|                        | Update 2.70       | 22 апреля 2016   | Debian 8.4                     |                                                                                        |
|                        | Update 2.80       | 26 мая 2016      | Debian 8.4                     | AMDGPU PRO RC1                                                                         |
|                        | Update 2.83       | 29 июня 2016     | Debian 8.4                     | AMDGPU PRO RC2, NVIDIA driver 367.27                                                   |
|                        | Update 2.87       | 29 июля 2016     | Debian 8.4 (4.5)               |                                                                                        |
|                        | Update 2.93       | 27 сентября 2016 | Debian 8.6                     |                                                                                        |
|                        | Update 2.110      | 20 января 2017   | Debian 8.7 (4.8)               | Mesa 13.0.3, NVIDIA driver 375.26                                                      |
|                        | Update 2.115      | 22 мая 2017      | Debian 8.8 (4.11)              | Mesa 17.0.4, NVIDIA driver 381.22                                                      |
|                        | Update 2.117      | 6 июня 2017      | Debian 8.8 (4.11)              | stable updates                                                                         |
|                        | Update 2.121      | 25 июля 2017     | Debian 8.8 (4.11.12)           | поддержка Flatpak                                                                      |
|                        | Beta Update 2.141 | 4 января 2018    | Debian 8.8 (4.14)              | Mesa 17.2.4, NVidia driver 387.22                                                      |
|                        | Update 2.148      | 22 января 2018   | Debian 8.9 (4.14)              |                                                                                        |
|                        | Beta Update 2.151 | 3 июля 2018      | Debian 8.11                    | Новый выпускающий редактор Pierre-Loup A. Griffais                                     |
|                        | Update 2.154      | 24 июля 2018     | Debian 8.11                    | Перевод бета-версии в mainline                                                         |
|                        | Beta Update 2.164 | 4 августа 2018   | Debian 8.11 (4.16)             | Mesa 18.1.5 (LLVM 7.0), NVIDIA driver 396.45                                           |
|                        | Beta Update 2.166 | 25 августа 2018  |                                | Mesa 18.1.6, NVIDIA driver 396.54                                                      |
|                        | Beta Update 2.170 | 23 января 2019   |                                | Новый выпускающий редактор Timothee Besset                                             |
|                        | Update 2.189      | 20 марта 2019    |                                | Mesa 18.3.4, NVIDIA driver 415.27                                                      |
|                        | Beta Update 2.190 | 13 мая 2019      |                                | security updates                                                                       |
|                        | Update 2.195      | 26 июня 2019     | (4.19.45)                      |                                                                                        |
| SteamOS 3.0            | Анонс             | декабрь 2021     | Arch Linux(?)                  | Переход на Arch Linux, замена GNOME 3 на KDE Plasma 5, нативная поддержка Valve Proton |

## Отзывы и оценки
После первоначального объявления многие разработчики видеоигр поделились своими мыслями о SteamOS. Создатель Minecraft Маркус Перссон описал операционную систему как «удивительную новость», а разработчик Thomas Was Alone Майк Бителл назвал её «поощрением» для инди-игр. Другие разработчики, такие как DICE, заявили, что они планируют поддерживать свои игры на Linux и SteamOS. Глава Gearbox Software Рэнди Питчфорд отметил, что он считает, что операционная система нуждается в уникальном приложении для привлечения разработчиков, говоря, что «без этого обязательного к покупке продукта, который приведёт всех нас к этой цели, я ожидаю, что отрасль будет смотреть с интересом, но в основном останется неизменной».